# Faryny (stacja kolejowa)
Faryny – zlikwidowana wąskotorowa stacja kolejowa w Farynach na linii kolejowej Spychowo Wąskotorowe – Myszyniec, w powiecie szczycieńskim, w województwie warmińsko-mazurskim, w Polsce.